# NGC 5961
NGC 5961 (również PGC 55515 lub UGC 9918) – galaktyka spiralna (Sb), znajdująca się w gwiazdozbiorze Korony Północnej. Odkrył ją Édouard Jean-Marie Stephan 8 czerwca 1880 roku.